# District de Pont-Audemer
Le district de Pont-Audemer est une ancienne division territoriale française du département de l'Eure de 1790 à 1795.
Il était composé des cantons de Pont-Audemer, Beuzeville, Bourgachard, Bourgtheronde, Cormeilles, Lieurey, Montfort, Quillebeuf, Routot et Saint Georges.

## Galerie

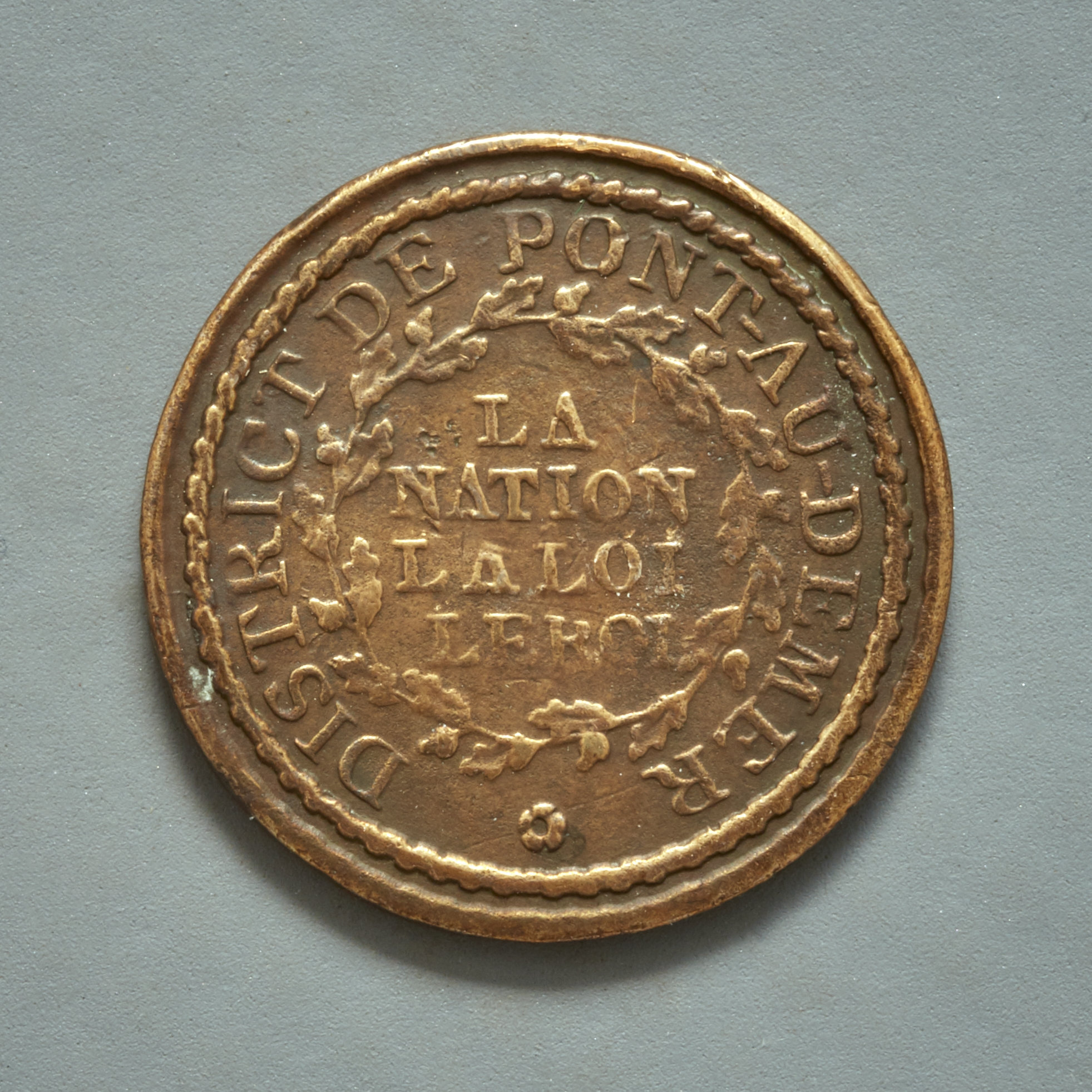
Bouton (musée Carnavalet) :  DISTRICT DE PONT-AU-DEMER